# Puente de Almada
El puente de Almada es un puente sobre el río Huerva, en el municipio español de Villarreal de Huerva, perteneciente a la provincia de Zaragoza.

## Historia
Ubicado en el término municipal zaragozano  de Villarreal de Huerva, pasa por encima del cauce del río Huerva.Se encuentra situado en la zona conocida como Campo Romanos. En la primera mitad del siglo XV se reconstruyó el puente, tras haber sido derribado por una crecida del río. Aparece descrito en el segundo volumen del Diccionario geográfico-estadístico-histórico de España y sus posesiones de Ultramar de Pascual Madoz de la siguiente manera:

ALMOHADA: puente de piedra en la prov. de Zaragoza y part. jud. de Daroca. sit. sobre el r. Huerba, en el término de Villareal, á 200 pasos de la carretera que conduce de Zaragoza á Valencia en el ramal que vuelve á unirse con la misma, en el pueblo de Calamocha, cruzando por el campo de los Romanos. No contiene particularidad alguna que merezca llamar la atencion, y solo es notable por hallarse sobre el r. Huerba mencionado, contiguo á las ventas que llevan su nombre.
(Madoz, 1845, pp. 166-167)